# Paul Thierrin
Paul Thierrin (Surpierre, 4 november 1923 - Biel/Bienne, 19 december 1993) was een Zwitsers schrijver, onderwijzer en uitgever uit het kanton Bern.

## Biografie
Paul Thierrin was leraar en schreef boeken sinds de jaren 1950. In 1951 richtte hij de uitgeverij Panorama op, die de boeken uitgaf van Thierrin maar ook werken van onder andere Léon Savary, Michel Simon en Blaise Cendrars.

## Werken
- Sexocardiopsychoencéphalogrammes (1974)
- Mégots (1975)
- Aimez-vous Bienne (1976)
- La femme et l’enfant (1976)
- L'enfant magicien (1976)
- Les limonaires (1978)
- Buffet froid (1979)
- Le maquis (1982)
- L’homme quelconque (1984)
- Un homme (1984)
- Arlequins (1985)
- Ça... Contes et fables (1987)
- Trois lignes : constats et aphorismes (1989)
- Roses acides (1995, postuum uitgegeven)

- Bibliothèque nationale de France: cb12641978z (data)
- Gemeinsame Normdatei: 1068605928
- International Standard Name Identifier: 0000 0000 7363 2712
- Library of Congress Control Number: no97055882
- Nationale Bibliotheek van Israël: 987007432321405171
- Nederlandse Thesaurus van Auteursnamen: 068011954
- Système universitaire de documentation: 050123351
- Virtual International Authority File: 71513313
- WorldCat: E39PBJmPb78wHRMBmcrFPjKGHC